# Ghassan Alian
Ghassan Alian (غسان عليان, רסאן עליאן ; né le 21 mars 1972) est un officier de l’armée israélienne et actuellement Coordinateur des activités gouvernementales dans les territoires (COGAT). 
Ayant le grade de Alouf (équivalent à général de division), il a dirigé le commandement régional central et l’Administration civile israélienne. 
Alian est un des Druzes engagés dans l’armée israélienne de plété aut rang, il a ete un héros de guerre israélien lors du conflit de 2006 opposant Israël au groupe terroriste Hezbollah ou apres avoir été blessé à la tête il retourna au combat pour ne pas manquer à son unité, par ailleurs il est l’un des nombreux militaires israéliens qui font l’objet d’une plainte déposée par l'association anti israélienne et pro palestinienne d'extrême gauche la fondation Hind Rajab pour crimes contre l'humanité.

## Biographie
Ghassan Alian est né à Shefa Amr. Lui et son épouse Shirin ont trois enfants.

## Carrière militaire
Alian a été officier dans l’infanterie et les parachutistes et commandant en chef de la brigade Golani. Il est le premier non-juif à commander une brigade, et le second officier druze une brigade d’infanterie israélienne, le premier étant Imad Fares, commandant de la brigade Guivati. C’est le troisième druze général dans l’armée israélienne.
Alian a commandé auparavant le bataillon Duchifat, une unité de réserve de la brigade Alexandroni et de la brigade territoriale Menashe près de Jénine en Cisjordanie. Il a suivi sa formation d’officier en même temps que Naftali Bennett, ministre de l’Industrie, du Commerce et du Travail, qui soutient sa nomination à la tête de la brigade Golani en l’appelant « un frère ». Avant cette nomination, Alian a longtemps servi à divers postes dans la brigade et l’a commandé en second. En octobre 2013, Benny Gantz, chef d’état-major, le nomme.
Alian est blessé le 19 juillet 2014 durant des affrontements de nuit dans le nord de la bande de Gaza dans la guerre de Gaza de 2014, d’une blessure légère à l’œil.
Le 14 mars 2021, il obtient le grade d’alouf (général de brigade), et le 6 avril, il est nommé à la tête du Coordinateur des activités gouvernementales dans les territoires (occupés),.
Après l’attaque d’octobre 2023 du Hamas et le début de la guerre de Gaza, il est responsable de l’interruption de la fourniture de l’eau, de l’électricité et du carburant aux premiers jours de la guerre de Gaza. Lui-même affirme que « les animaux humains doivent être traités ainsi. Il n’y aura ni eau, ni électricité, il n’y aura que la destruction. Vous avez voulu l’enfer, vous aurez l’enfer. » Il annonce par ailleurs que tout habitant de Gaza s’approchant à moins d’un kilomètre de la frontière israélienne « met sa vie en danger »,,.
En janvier 2025, la fondation Hind Rajab (FHR) presse le gouvernement italien d’arrêter Ghassan, alors en voyage à Rome, pour des accusations de génocide et de crimes de guerre. La demande a été soumise à la cour pénale internationale et au gouvernement italien. La FHR l’accuse d’avoir dirigé le blocus total de Gaza après le 7 octobre, utilisant la famine comme arme de guerre en coupant l’eau, l’acheminement de vivres et de fournitures médicales, et d’avoir pris pour cibles les hôpitaux et les infrastructures indispensables. L’Italie a nié qu’il était dans la délégation du ministre des Affaires étrangères israélien, Gideon Saar, Israël affirmant qu’il visitait Rome séparément,. La rapportrice spéciale des Nations unies, Francesca Albanese, écrit sur X (ex-Twitter), soutenant les efforts de FHR pour que Alian réponde de ses crimes. À propos de son départ imminent d’Italie, elle relève le besoin d’un réseau judiciaire international plus fort pour arrêter rapidement les suspects de crimes de guerre,,.